# 帕哈闊里 (新澤西州)
帕哈闊里（英語：Pahaquarry）是位於美國新澤西州沃倫縣的非建制地區。

## 歷史
帕哈闊里的郵局於1868年設立，其後於1878年停運。

## 地理
帕哈闊里所處的海拔為高於海平面168米（即551英呎），而該地所採用的時區為UTC-5，即北美东部时区（EST）。同時該地設有夏令時間，為UTC-5調快一小時，即UTC-4（EDT）。